# Filmherstellungsleitung
Herstellungsleiter (englisch line producer) sind kaufmännische Leiter in der Film- und Fernsehproduktion. Sie verfügen in der Regel über einen finanziellen Gesamtetat, der – aufgeteilt in Einzelbudgets – für diverse unterschiedliche Programmvorhaben zur Verfügung steht. Die einzelnen Projekte unterliegen jeweils der Verantwortung von Produktionsleitern (engl. production manager oder executive producer). Eine Herstellungsleitung ist demnach einer oder mehreren Produktionsleitungen vorgesetzt.

## Beschreibung
Herstellungsleiter finden sich überwiegend in einem festen Angestelltenverhältnis bei einer Fernsehanstalt, einer Produktionsfirma oder einem Konzern. Produktionsleitungen finden sich hingegen mehrheitlich bei Freiberuflern. Die in der Produktionsleitung gelegentlich verwendete englische Bezeichnung „Executive Producer“ bezeichnet Produktionsleiter, die aufgrund vertraglicher Besonderheiten (zumeist über finanzielle Beteiligungen) Mitspracherechte in programmlichen Fragen besitzen. In Deutschland ist diese Konstellation unüblich, die Bezeichnung wird aber zuweilen aus Prestigegründen und in Wahrheit völlig grundlos verwendet. Aus dem gleichen Grund wird gelegentlich einfachen Produktionsleitungen das Prädikat „Herstellungsleitung“ gegeben, ohne dass entsprechende Kompetenzen oder Fähigkeiten damit verbunden wären.
Die englische Bezeichnung „Line Producer“ besagt, dass sich die Entscheidungskompetenz einer Herstellungsleitung in einem übergeordneten unternehmerischen Bereich bewegt (above the line), während die Zuständigkeiten der ihr unterstellten Produktionsleitungen ausschließlich auf einzelne Produktionsvorhaben beschränkt bleiben (below the line), dies allerdings in der Regel bei voller Verantwortung für Planung, Kalkulation und Durchführung einer Produktion. Herstellungsleitungen greifen nur in Ausnahmefällen in den Produktionsverlauf eines Einzelvorhabens ein. 
Die Rolle der Produktionsleitung wird in letzter Zeit in Deutschland zum Teil stark eingeschränkt. In manchen Fällen übergibt der Produktionsleiter das Projekt schon nach Abschluss der Dreharbeiten an den Produzenten, auch wenn die Abwicklung des Schnitts sowie die Postproduktion für Bild und Ton höchst kostenintensiv sein können.

## Einwerbung von Geldmitteln, Anträge auf Filmförderung
Sehr häufig sind Herstellungsleitungen neben ihrer Kontrollfunktion auch für die Beschaffung von Filmfördermitteln, Projektfinanzierungen, Gestaltung von Vertriebs- und Verwertungsaktivitäten sowie bei der Auftragsakquise tätig.

## Berufliche Voraussetzungen
Herstellungsleiter entstammen dem Berufsbild „Produktionsleiter“ und verfügen über die gleichen kaufmännisch geprägten Grundvoraussetzungen. Ein betriebswirtschaftliches Studium oder entsprechende nachträgliche Fortbildungsmaßnahmen sind nicht zwingend, aber von Vorteil. Hinzu kommt ein hohes Maß an Erfahrung, sowie die Gabe, nicht nur projektorientiert, sondern auch betriebsorientiert zu handeln.

## Bekannte Herstellungsleiter und/oder programmverantwortliche Produzenten in Deutschland
Zu den bekanntesten bzw. wichtigsten der deutschen Filmgeschichte gehören:
- Carl Froelich (UFA)
- Heinrich George (Tobis)
- Gustaf Gründgens (Terra Film)
- Veit Harlan (Ufa)
- Karl Hartl (Wien-Film)
- Wolf C. Hartwig (Rapid-Film GmbH)
- Nicholas Kaufmann (Ufa)
- Fritz Klotzsch (Cine-Allianz Tonfilm)
- Peter Ostermayr (Ufa)
- Max Pfeiffer (Ufa)
- Erich Pommer (Ufa)
- Heinz Rühmann (Terra)
- Alf Teichs (Comedia)
- Hans Tost (Terra)
- Gyula Trebitsch (Real-Film)
- Kurt Ulrich (Berolina)
- Helmuth Volmer (Arca-Filmproduktion GmbH)
- Gero Wecker (Arca-Winston Films Corporation GmbH & Co. KG)
- Hans von Wolzogen (F. D. F.).